# Cristina Hernandez Flores
Cristina Hernandez (Santa Elena de Uairén, Venezuela, 20 de enero de 2001) es una futbolista profesional venezolana, se desempeña en el terreno de juego como volante ofensiva y su equipo actual es el São Raimundo - RR del Campeonato Brasileño de Fútbol Femenino - Serie A2.

## Clubes
| Club              | País   | Año             | Ref. |
| ----------------- | ------ | --------------- | ---- |
| São Raimundo - RR | Brasil | 2021 - presente |      |